# Kanigaran (plaats)
Kanigaran is een bestuurslaag in het regentschap Probolinggo van de provincie Oost-Java, Indonesië. Kanigaran telt 18.309 inwoners (volkstelling 2010).